# Gerdesits Ferenc (dobos)
Gerdesits „Faszi” Ferenc (Budapest, 1969. február 20.) 1996 óta a Quimby dobosa. A magyar alternatív rockzene egyik legkeresettebb dobosaként a Quimby mellett sok más formációban is közreműködik például az Üllői Úti Fuck, a Marlboro Man, A Kutya Vacsorája nevű együttesekben, valamint Szilárd szólóprodukciójában.

## Együttesek, amelyekben közreműködik és/vagy közreműködött
- Quimby
- Trombózis
- Sweet Beat Boys
- Proxima c
- Gixer
- T-rapid
- Üllői Úti Fuck
- Polskie bros
- Boann
- S-modell
- Marlboro Man
- Vox
- Mambo
- Psychedelic Cowboys
- Mouksa Underground
- Memphis Train
- Torpedo Band
- Wanted zenekar
- Gecizők
- A Törvény Nevében
- A Kutya Vacsorája
- Szilárd
- Hippikiller
- Ludditák
- Equus
- Lead Zeppelin

### Beugrás, helyettesítés, kisegítés
- Andersen
- Frenk
- Fals
- Origo
- Spo-Dee-O-Dee (Szabó Tamás - Nemes Zoltán)
- Old Samson
- Uzgin Üver